# Yannick Lalisse
Yannick Lalisse est un footballeur français, né le 15 décembre 1972 à Valenciennes (Nord).

## Biographie
Formé à l'école valenciennoise, ce joueur participe à la remontée du club nordiste parmi l'élite en 1992. Il évolue après le dépôt de bilan de Valenciennes, à Saint-Brieuc puis Troyes. 
Prêté six mois au Racing en 1999, il décide de rester dans le club parisien qui évolue en Division 3, et en devient le capitaine. Il termine sa carrière à Dijon.
Après sa carrière de joueur, il reste dans le milieu du football. Il est entraîneur de l'AS Étaples, club de DH, puis du Touquet.

## Carrière de joueur
- 1991-1996 : US Valenciennes Anzin
- 1996-1997 : Saint-Brieuc
- 1997-1999 : A Troyes AC
- 1999-2002 : RC Paris
- 2002-2003 : Dijon FCO[1]

## Carrière d'entraîneur
- 2004-2008 : AS Étaples (DH)
- 2009-décembre 2011 : Le Touquet
- 2023-2024 : Etaples Haute-ville

## Palmarès
- Vice-champion de France D2 en 1992 avec l'US Valenciennes Anzin